# ラヴィジュール
ラヴィジュール（RAVIJOUR）は、日本の女性向け下着通信販売会社、および同社が発行する通販カタログの名称である。直営店も展開している。

## 概要
会社名のRavijourは、La vle amour(ラ・ヴィ・アムール、フランス語で「愛に生きる」の意味)とBonjour(ボンジュール、フランス語で「こんにちは」の意味)から名づけられた。なおブランドはRavijour、Lingerieam、ravi.meの3つある。

## 沿革
2004年（平成16年）2月、株式会社ベリグリとして設立。
2021年（令和3年）11月、会社所在地を渋谷区から目黒区に移転させて、会社名を現名称に変更。
2018年、柏⽊由紀が公式アンバサダーとなる。2020年度は宇野実彩子が務めた。
2022年に柏木が4年ぶりに公式アンバサダーに復帰するとともに、AKB48の村⼭彩希、下尾みうも公式アンバサダーとなる。
2023年からは引き続き柏木由紀が単独で公式アンバサダーとなる。
2024年、MINAMOとのコラボレーションアイテム「SALTY FORM by MINAMO」（スクラブ）の販売を開始。